# Villefranche-du-Périgord
Pour les articles homonymes, voir Villefranche.
Villefranche-du-Périgord est une commune française située dans le département de la Dordogne, en région Nouvelle-Aquitaine.
De 1790 à 2015, la commune était le chef-lieu d'un canton.

## Géographie

### Généralités
En Périgord noir, à l'extrême sud-est du département de la Dordogne, la commune de Villefranche-du-Périgord est limitrophe de trois communes du Lot : Marminiac, Saint-Caprais et Frayssinet-le-Gélat. Elle est bordée par un affluent du Lot, la Lémance à l'ouest, et par deux de ses petits affluents : au nord le Caverieux et au sud le Tourtillou.
Le bourg de Villefranche, surplombant le ruisseau le Tourtillou, est situé, en distances orthodromiques, 17 kilomètres au nord-ouest de Fumel et autant au sud-sud-est de Belvès, au croisement des routes départementales 57 et 660 (l'ancienne route nationale 660).
La commune est également desservie vers l'est par la route départementale 59. À moins de trois kilomètres du bourg par la route, la gare de Villefranche-du-Périgord, sur la ligne de chemin de fer de Niversac (Périgueux) à Agen, est située sur la commune voisine de Loubejac.

### Communes limitrophes
Villefranche-du-Périgord est limitrophe de six autres communes dont trois dans le département du Lot. À l'est, son territoire est distant de moins de 350 mètres de celui de Montcléra, dans le Lot.
| Saint-Cernin-de-l'Herm | Besse                    | Marminiac (Lot)           |
|                        | Villefranche-du-Périgord | Saint-Caprais (Lot)       |
| Loubejac               |                          | Frayssinet-le-Gélat (Lot) |

### Géologie et relief

#### Géologie
Situé sur la plaque nord du Bassin aquitain et bordé à son extrémité nord-est par une frange du Massif central, le département de la Dordogne présente une grande diversité géologique. Les terrains sont disposés en profondeur en strates régulières, témoins d'une sédimentation sur cette ancienne plate-forme marine. Le département peut ainsi être découpé sur le plan géologique en quatre gradins différenciés selon leur âge géologique. Villefranche-du-Périgord est située dans le troisième gradin à partir du nord-est, un plateau formé de calcaires hétérogènes du Crétacé.
Les couches affleurantes sur le territoire communal sont constituées de formations superficielles du Quaternaire datant du Cénozoïque et de roches sédimentaires du Mésozoïque. La formation la plus ancienne, notée c3(1), date du Coniacien indiférencié, composée de marnes et calcaires argileux grisâtres à la base puis calcaires bioclastiques gréseux. La formation la plus récente, notée CFvs, fait partie des formations superficielles de type colluvions carbonatées de vallons secs : sable limoneux à débris calcaires et argile sableuse à débris. Le descriptif de ces couches est détaillé dans  les feuilles « no 831 - Belvès » et « no 832 - Gourdon » de la carte géologique au 1/50 000 de la France métropolitaine, et leurs notices associées,.

Carte géologique de Villefranche-du-Périgord.

#### Relief et paysages
Le département de la Dordogne se présente comme un vaste plateau incliné du nord-est (491 m, à la forêt de Vieillecour dans le Nontronnais, à Saint-Pierre-de-Frugie) au sud-ouest (2 m à Lamothe-Montravel). L'altitude du territoire communal varie quant à elle entre 155 mètres à l'ouest, là où la Lémance quitte la commune pour servir de limite entre celles de Saint-Cernin-de-l'Herm et Loubejac, et 301 mètres au nord-est, au lieu-dit l'Hôpital, proche de la commune de Marminiac.
Dans le cadre de la Convention européenne du paysage entrée en vigueur en France le 1er juillet 2006, renforcée par la loi du 8 août 2016 pour la reconquête de la biodiversité, de la nature et des paysages, un atlas des paysages de la Dordogne a été élaboré sous maîtrise d’ouvrage de l’État et publié en octobre 2020. Les paysages du département s'organisent en huit unités paysagères,. La commune fait partie du Périgord noir, un paysage vallonné et forestier, qui ne s’ouvre que ponctuellement autour de vallées-couloirs et d’une multitude de clairières de toutes tailles. Il s'étend du nord de la Vézère au sud de la Dordogne (en amont de Lalinde) et est riche d’un patrimoine exceptionnel.
La superficie cadastrale de la commune publiée par l'Insee, qui sert de référence dans toutes les statistiques, est de 24,50 km2,,. La superficie géographique, issue de la BD Topo, composante du Référentiel à grande échelle produit par l'IGN, est quant à elle de 25,13 km2.

### Hydrographie

Réseaux hydrographique et routier de Villefranche-du-Périgord.

La commune est située dans le bassin de la Garonne au sein du Bassin Adour-Garonne. Elle est drainée par la Lémance, le Caverieux, le fossé de l'Abîme, le Tourtillou et par divers petits cours d'eau, qui constituent un réseau hydrographique de 24 km de longueur totale,.
La Lémance, d'une longueur totale de 34,53 km, prend sa source dans la commune de Prats-du-Périgord et se jette en rive droite du Lot en Lot-et-Garonne, en limite de Fumel et Monsempron-Libos, face à Saint-Vite,. Elle arrose la commune du nord-ouest à l'ouest sur près de trois kilomètres, lui servant de limite naturelle sur deux kilomètres et demi face à Saint-Cernin-de-l'Herm.
Son affluent de rive gauche le Caverieux borde le territoire communal au nord sur plus de six kilomètres, face à Besse.
Le Tourtillou, autre affluent de rive gauche de la Lémance, marque la limite territoriale au sud-est sur plus de quatre kilomètres et demi. Son affluent de rive droite, le fossé de l'Abîme, prend sa source dans le sud de la commune qu'il baigne sur quatre kilomètres.

### Climat
Pour des articles plus généraux, voir Climat de la Nouvelle-Aquitaine et Climat de la Dordogne.
Historiquement, la commune est exposée à un climat océanique aquitain.  
En 2020, Météo-France publie une typologie des climats de la France métropolitaine dans laquelle la commune est exposée à un climat océanique altéré et est dans la région climatique  Aquitaine, Gascogne, caractérisée par une pluviométrie abondante au printemps, modérée en automne, un faible ensoleillement au printemps, un été chaud (19,5 °C), des vents faibles, des brouillards fréquents en automne et en hiver et des orages fréquents en été (15 à 20 jours).
Pour la période 1971-2000, la température annuelle moyenne est de 13 °C, avec  une amplitude thermique annuelle de 15,5 °C. Le cumul annuel moyen de précipitations est de 907 mm, avec 11,7 jours de précipitations en janvier et 6,5 jours en juillet. Pour la période 1991-2020, la température moyenne annuelle observée sur la station météorologique la plus proche, située sur la commune de Lacapelle-Biron à 14,59 km à vol d'oiseau, est de 13,6 °C et le cumul annuel moyen de précipitations est de 833,3 mm,. Pour l'avenir, les paramètres climatiques de la commune estimés pour 2050 selon différents scénarios d’émission de gaz à effet de serre sont consultables sur un site dédié publié par Météo-France en novembre 2022.

## Urbanisme

### Typologie
Au 1er janvier 2024, Villefranche-du-Périgord est catégorisée commune rurale à habitat dispersé, selon la nouvelle grille communale de densité à 7 niveaux définie par l'Insee en 2022.
Elle est située hors unité urbaine et hors attraction des villes,.

### Occupation des sols
L'occupation des sols de la commune, telle qu'elle ressort de la base de données européenne d’occupation biophysique des sols Corine Land Cover (CLC), est marquée par l'importance des forêts et milieux semi-naturels (64,8 % en 2018), une proportion sensiblement équivalente à celle de 1990 (64,5 %). La répartition détaillée en 2018 est la suivante : 
forêts (64,8 %), zones agricoles hétérogènes (30,2 %), prairies (2,9 %), zones urbanisées (2,1 %). L'évolution de l’occupation des sols de la commune et de ses infrastructures peut être observée sur les différentes représentations cartographiques du territoire : la carte de Cassini (XVIIIe siècle), la carte d'état-major (1820-1866) et les cartes ou photos aériennes de l'IGN pour la période actuelle (1950 à aujourd'hui).

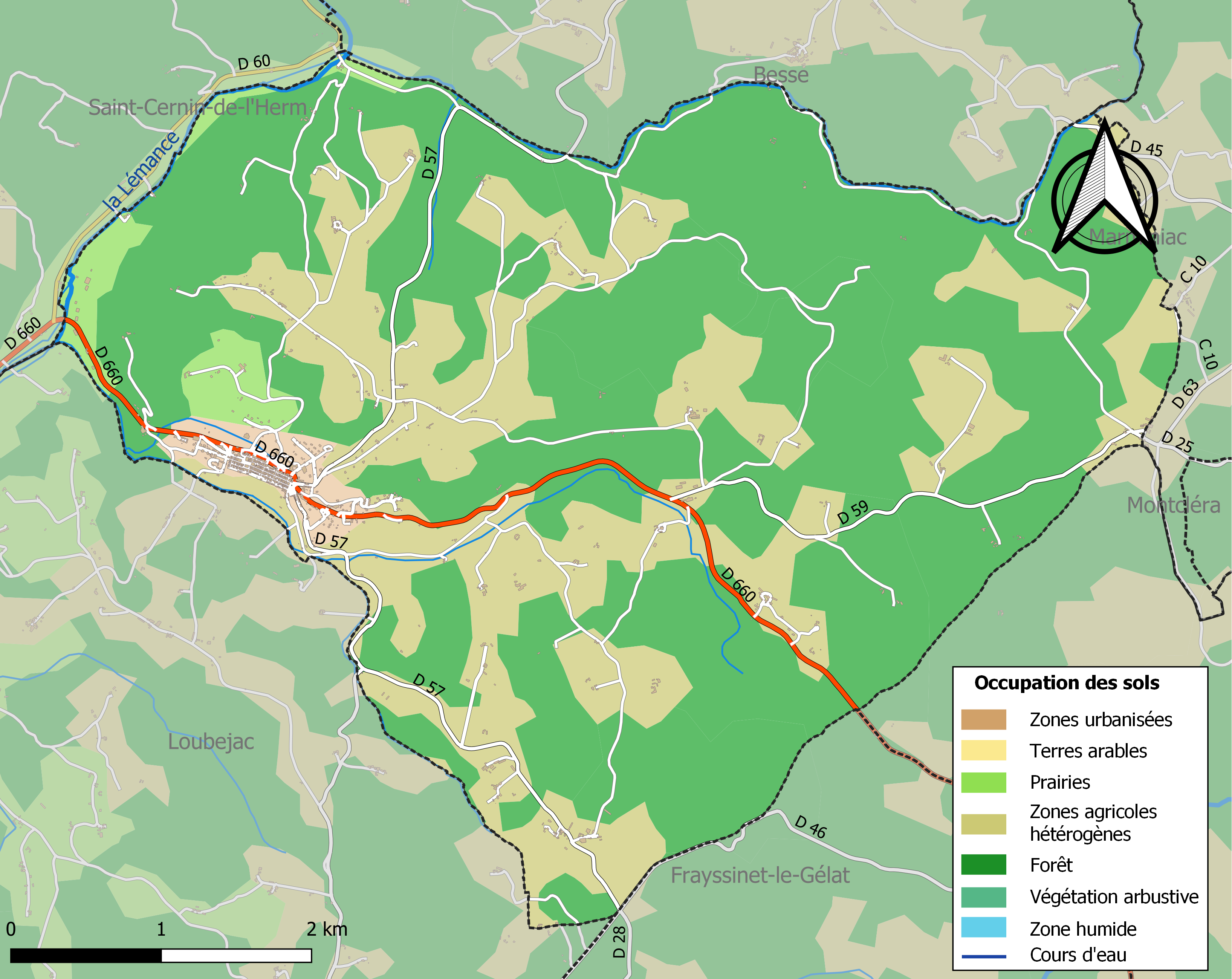
Carte des infrastructures et de l'occupation des sols de la commune en 2018 (CLC).

### Prévention des risques
Le territoire de la commune de Villefranche-du-Périgord est vulnérable à différents aléas naturels : météorologiques (tempête, orage, neige, grand froid, canicule ou sécheresse), feux de forêts, mouvements de terrains et séisme (sismicité très faible). Un site publié par le BRGM permet d'évaluer simplement et rapidement les risques d'un bien localisé soit par son adresse soit par le numéro de sa parcelle.
Villefranche-du-Périgord est exposée au risque de feu de forêt. L’arrêté préfectoral du 14 mars 2013 fixe les conditions de pratique des incinérations et de brûlage dans un objectif de réduire le risque de départs d’incendie. À ce titre, des périodes sont déterminées : interdiction totale du 15 février au 15 mai et du 15 juin au 15 octobre, utilisation réglementée du 16 mai au 14 juin et du 16 octobre au 14 février. En septembre 2020, un plan inter-départemental de protection des forêts contre les incendies (PidPFCI) a été adopté pour la période 2019-2029,.

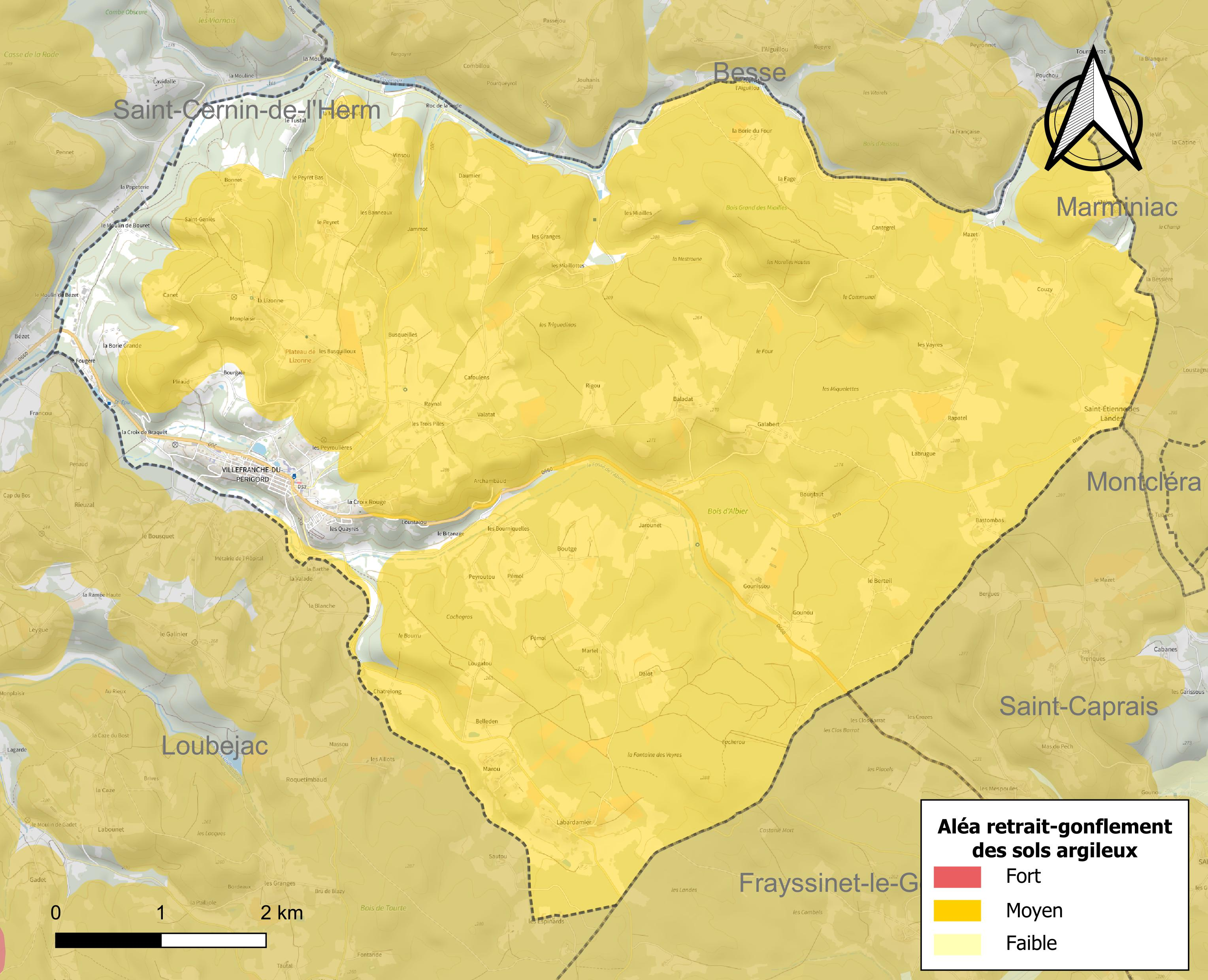
Carte des zones d'aléa retrait-gonflement des sols argileux de Villefranche-du-Périgord.

Les mouvements de terrains susceptibles de se produire sur la commune sont des tassements différentiels. Le retrait-gonflement des sols argileux est susceptible d'engendrer des dommages importants aux bâtiments en cas d’alternance de périodes de sécheresse et de pluie. 88,4 % de la superficie communale est en aléa moyen ou fort (58,6 % au niveau départemental et 48,5 % au niveau national métropolitain). Depuis le 1er octobre 2020, en application de la loi ÉLAN, différentes contraintes s'imposent aux vendeurs, maîtres d'ouvrages ou constructeurs de biens situés dans une zone classée en aléa moyen ou fort,.
La commune a été reconnue en état de catastrophe naturelle au titre des dommages causés par les inondations et coulées de boue survenues en 1982, 1999 et 2018 et par des mouvements de terrain en 1999.

## Toponymie
En occitan, la commune porte le nom de Vilafranca de Perigòrd.

## Histoire
Villefranche est une bastide française fondée en 1261 par Alphonse de Poitiers, frère de saint Louis, comte de Toulouse du fait de sa femme, Jeanne de Toulouse. Dans l'acte de fondation établi à Tournon le jeudi après la fête de la Purification de la Vierge, soit le 3 février 1261, le comte demande à Pons Maynard, notaire du sénéchal d'Agenais et de Quercy, Guillaume de Baniolz, d'établir la bastide de Villefranche près de l'église de Viel-Scieurac du diocèse de Périgord dont la patronne était Notre-Dame et le titulaire saint Martin, sur un site désigné et donné par le donzel Bertrand de Pestilhac. La bastide est implantée sur un site étroit dominant les vallons du Tourtillou, au sud, et du Touron, au nord. L'église Notre-Dame du Vieil-Scieurac était établie au milieu du cimetière dont l'emplacement n'a pas été déplacé mais cette église a disparu. Par le traité d'Amiens, en 1279, les seigneuries reçues en dot au mariage de Jeanne d'Angleterre et de Raymond VI de Toulouse sont rendus au roi d'Angleterre, duc d'Aquitaine. Villefranche devient alors possession du roi d'Angleterre. Dans les Rôles gascons elle est nommée Villafranca Petragoricesis diocesis. La baillie est confiée au chevalier Hugo de Montmaynard, mais des plaintes amènent le roi à confier une enquête sur lui à Jean de Greylly. La bastide de Villefranche n'est pas encore terminée. Les remparts autour de la bastide sont construits dans les années 1290. Une église dédiée à Notre-Dame-de-l'Assomption est construite sur la place de la bastide. Au XIVe siècle, Villefranche se compose de trois parties : le village d'origine de Viel-Scieurac autour de son église, la bastide à l'intérieur de ses remparts, et, entre les deux, le château permettant le contrôle de la route de Cahors et la protection du lieu.
En 1463, par ses lettres patentes, le roi Louis XI confirma les anciens privilèges octroyés par ses prédécesseurs, de sorte que soit bien restaurée la ville détruite et affaiblie à cause de la guerre de Cent Ans.
En 1577, durant la sixième guerre de Religion, la ville est assiégée par les huguenots. Sully est renversé dans un fossé au cours de l'assaut des remparts où il a failli périr. L'église Notre-Dame de Viel-Scieurac et le château ont probablement disparu au cours des guerres de Religion.
Les remparts de la bastide sont détruits au XVIIIe siècle.
En 1893, la commune de Villefranche-de-Belvès prend le nom de Villefranche-du-Périgord.
À partir de l'armistice de juin 1940, le département est divisé en deux et Villefranche-du-Périgord est en zone libre. À la suite du débarquement anglo-américain effectué le 8 novembre 1942 en Algérie et au Maroc, les Allemands envahissent la zone libre le 11 novembre, s'installent à Périgueux et Saint-Astier, et de nombreuses troupes traversent Villefranche-du-Périgord pour s'installer à Cahors.
En 1960, l'ancienne commune de Saint-Étienne-des-Landes est rattachée à Villefranche-du-Périgord.

## Politique et administration

### Rattachements administratifs
Dès 1790, la commune de Villefranche est le chef-lieu du canton de Villefranche qui dépend du district de Belvès jusqu'en 1795, date de suppression des districts. En 1801, le canton dépend de l'arrondissement de Sarlat (devenu l'arrondissement de Sarlat-la-Canéda en 1965).
Dans le cadre de la réforme de 2014 définie par le décret du 21 février 2014, ce canton disparaît aux élections départementales de mars 2015. La commune est alors rattachée au canton de la Vallée Dordogne dont le bureau centralisateur est fixé à Saint-Cyprien.

### Intercommunalité
Fin 1999, Villefranche-du-Périgord intègre la communauté de communes du Pays du Châtaignier dont elle est le siège. Celle-ci est dissoute au 31 décembre 2013 et remplacée au 1er janvier 2014 par la communauté de communes de Domme-Villefranche du Périgord dont le siège est à Saint-Cyprien.

### Administration municipale
La population de la commune étant comprise entre 500 et 1 499 habitants au recensement de 2017, quinze conseillers municipaux ont été élus en 2020,.

### Liste des maires

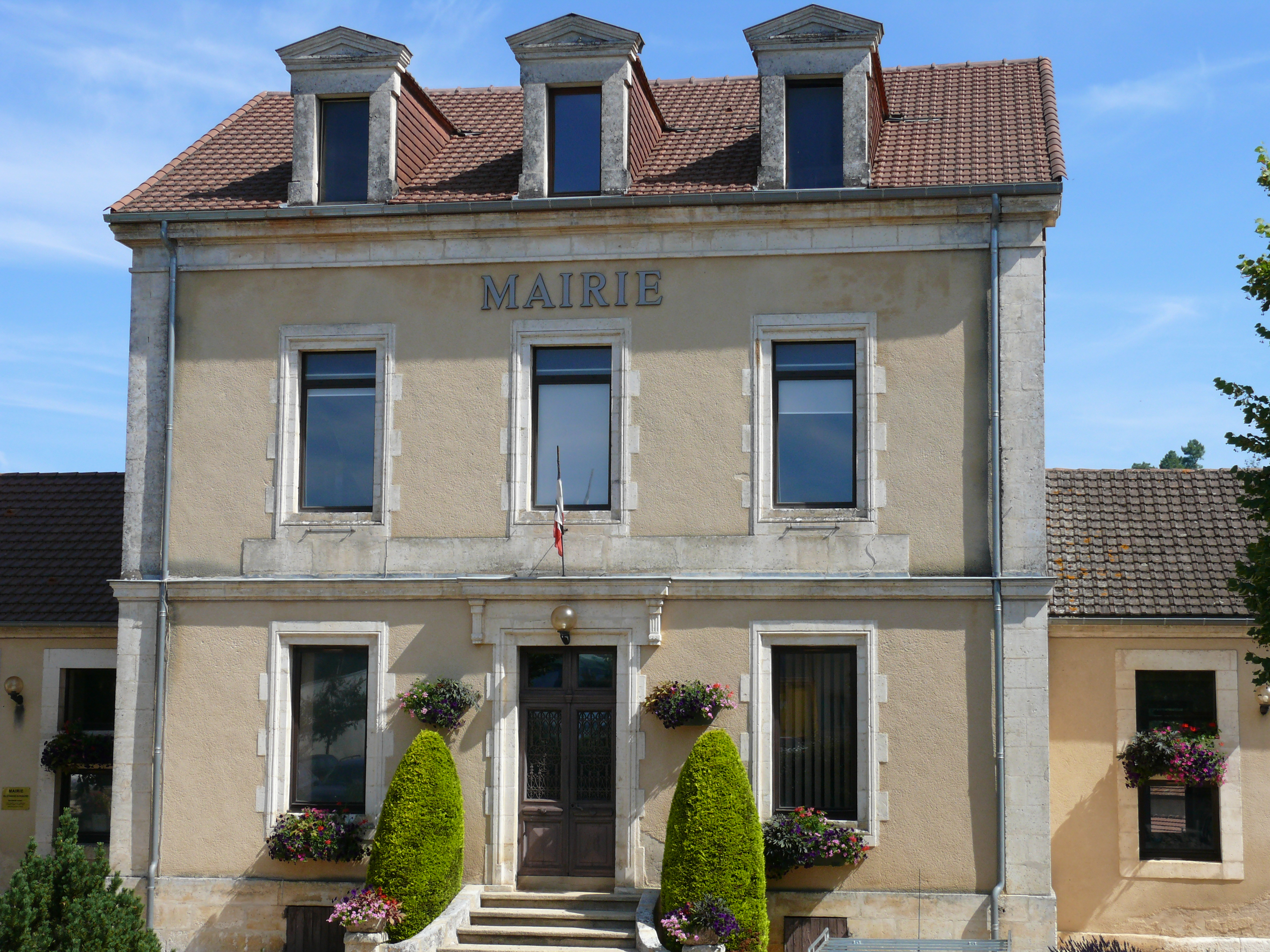
La mairie.

| Période                                  | Période       | Identité                      | Étiquette   | Qualité                                                                                         |
| ---------------------------------------- | ------------- | ----------------------------- | ----------- | ----------------------------------------------------------------------------------------------- |
| Les données manquantes sont à compléter. |               |                               |             |                                                                                                 |
|                                          |               |                               |             |                                                                                                 |
| 1848                                     |               | Jean Maraval                  |             | Notaire                                                                                         |
| 20 juillet 1852                          |               | Jean Chanteloube Saint Cernin |             | Avocat                                                                                          |
| 5 mars 1856                              |               | Raymond Bertat                |             | Juge de paix                                                                                    |
| 26 août 1862                             |               | Raymond Cazettes              |             | Propriétaire                                                                                    |
| 26 décembre 1863                         |               | Jean Baptiste Alfred Doriac   |             | Notaire Conseiller général du canton de Villefranche-de-Belvès (1867-1879)                      |
| 12 septembre 1870                        |               | Félix Pascal                  |             | Vétérinaire                                                                                     |
| 14 avril 1871                            |               | Jules Bargues                 |             | Propriétaire                                                                                    |
| 1 mai 1871                               |               | Jean Baptiste Alfred Doriac   |             | Vétérinaire Conseiller général du canton de Villefranche-de-Belvès (1867-1879)                  |
| 1878                                     |               | Joseph Soulié                 |             | Notaire                                                                                         |
| ?                                        | 1881          | Delmas                        |             | Médecin                                                                                         |
| 1881                                     |               | Joseph Abner Maraval          | Républicain | Négociant Conseiller général du canton de Villefranche-de-Belvès (1886-1892)                    |
| mai 1888                                 |               | Édouard Cangardel             |             | Négociant                                                                                       |
|                                          |               |                               |             |                                                                                                 |
|                                          |               | Charles Maurial               | SFIO        | Industriel Conseiller général du canton de Villefranche-du-Périgord (1945-1954)                 |
|                                          |               |                               |             |                                                                                                 |
| 1972                                     | 2001          | Jean-Yves Martegoutte         | RPR         | Agent d'assurance Conseiller général du canton de Villefranche-du-Périgord (1979-2004)          |
| mars 2001                                | décembre 2009 | Vincent Deltreuil             | DVD         | Agent général d'assurances Conseiller général du canton de Villefranche-du-Périgord (2004-2011) |
| décembre 2009                            | janvier 2010  | Claude Brondel                |             | Adjoint faisant fonctions de maire                                                              |
| janvier 2010 (réélu en mai 2020)         | En cours      | Claude Brondel                |             |                                                                                                 |

### Politique environnementale
Dans son palmarès 2024, le Conseil national de villes et villages fleuris de France a attribué deux fleurs à la commune.

## Équipements et services publics

### Santé
La commune est dotée d'une maison de santé où sont installés en 2020 deux médecins généralistes, un cabinet d'infirmiers, un chirurgien-dentiste, une diététicienne, un masseur-kinésithérapeute, une naturopathe, une ostéopathe, une podologue-pédicure, une psychologue clinicienne, un rhumatologue et une sage-femme.

### Justice
En 2023, dans le domaine judiciaire, Villefranche-du-Périgord relève : 
- du tribunal de proximité de Sarlat-la-Canéda ;
- du tribunal judiciaire, du tribunal pour enfants, du conseil de prud'hommes et du tribunal de commerce de Bergerac ;
- du pôle Nationalité du tribunal judiciaire de Périgueux (compétent uniquement dans le domaine de la nationalité) ;
- de la cour d'appel et de la  cour administrative d'appel de Bordeaux.

## Population et société

### Démographie
En 1960, la commune de Saint-Étienne-des-Landes fusionne avec Villefranche-du-Périgord.

#### Démographie de Villefranche-du-Périgord
L'évolution du nombre d'habitants est connue à travers les recensements de la population effectués dans la commune depuis 1793. Pour les communes de moins de 10 000 habitants, une enquête de recensement portant sur toute la population est réalisée tous les cinq ans, les populations de référence des années intermédiaires étant quant à elles estimées par interpolation ou extrapolation. Pour la commune, le premier recensement exhaustif entrant dans le cadre du nouveau dispositif a été réalisé en 2008.

En 2022, la commune comptait 671 habitants, en évolution de −4,69 % par rapport à 2016 (Dordogne : +0,37 %, France hors Mayotte : +2,11 %).
| 1793  | 1800 | 1806  | 1821  | 1831  | 1836  | 1841  | 1846  | 1851  |
| ----- | ---- | ----- | ----- | ----- | ----- | ----- | ----- | ----- |
| 1 302 | 833  | 1 312 | 1 400 | 1 712 | 1 808 | 1 920 | 1 927 | 1 938 |

| 1856  | 1861  | 1866  | 1872  | 1876  | 1881  | 1886  | 1891  | 1896  |
| ----- | ----- | ----- | ----- | ----- | ----- | ----- | ----- | ----- |
| 1 838 | 1 869 | 1 815 | 1 641 | 1 595 | 1 520 | 1 592 | 1 543 | 1 507 |

| 1901  | 1906  | 1911  | 1921  | 1926 | 1931 | 1936 | 1946 | 1954 |
| ----- | ----- | ----- | ----- | ---- | ---- | ---- | ---- | ---- |
| 1 333 | 1 226 | 1 160 | 1 015 | 945  | 910  | 926  | 937  | 917  |

| 1962 | 1968 | 1975 | 1982 | 1990 | 1999 | 2006 | 2008 | 2013 |
| ---- | ---- | ---- | ---- | ---- | ---- | ---- | ---- | ---- |
| 912  | 844  | 808  | 799  | 827  | 803  | 774  | 766  | 717  |

| 2018 | 2022 | - | - | - | - | - | - | - |
| ---- | ---- | - | - | - | - | - | - | - |
| 682  | 671  | - | - | - | - | - | - | - |

### Manifestations culturelles et festivités
- Le 3e week-end d'octobre, Fête de la châtaigne[56].
- Également en octobre, « Salon du chocolat » (8e édition en 2021[57]).

## Économie

### Emploi
En 2015, parmi la population communale comprise entre 15 et 64 ans, les actifs représentent 268 personnes, soit 37,6 % de la population municipale. Le nombre de chômeurs (quarante-sept) a augmenté par rapport à 2010 (vingt-sept) et le taux de chômage de cette population active s'établit à 17,5 %.

### Établissements
Au 31 décembre 2015, la commune compte 93 établissements, dont cinquante-sept au niveau des commerces, transports ou services, quatorze relatifs au secteur administratif, à l'enseignement, à la santé ou à l'action sociale, dix dans l'agriculture, la sylviculture ou la pêche, six dans la construction, et six dans l'industrie.

## Culture locale et patrimoine

### Lieux et monuments
- La bastide a conservé de belles constructions d'époque :
  - Maisons des XIIIe et XIVe siècles bâties sur arcades.
  - Demeures des XVe et XVIe siècles.
- La halle, reconstruite en 1818, garde ses colonnes toscanes et ses mesures à grain.
- Église Notre-Dame-de-l'Assomption construite en 1864 par Paul Abadie, l'architecte du Sacré-Cœur de Montmartre ; elle renferme une Vierge dorée et une croix de procession. Les vitraux de l'église ont été réalisés par le peintre-verrier Gustave Pierre Dagrant de Bordeaux, en 1902.
- Église Saint-Étienne des Landes, XIIe et XVe siècles, avec des peintures murales, inscrite aux monuments historiques depuis 2002[61]
- Tour des consuls du XVIe siècle.
- Maison de la Châtaigne : espace muséographique consacré à la forêt de châtaigniers, ses fruits, ses hommes et son exploitation, à côté de l'office de tourisme[62].
- Château des Fournels (château ruiné).

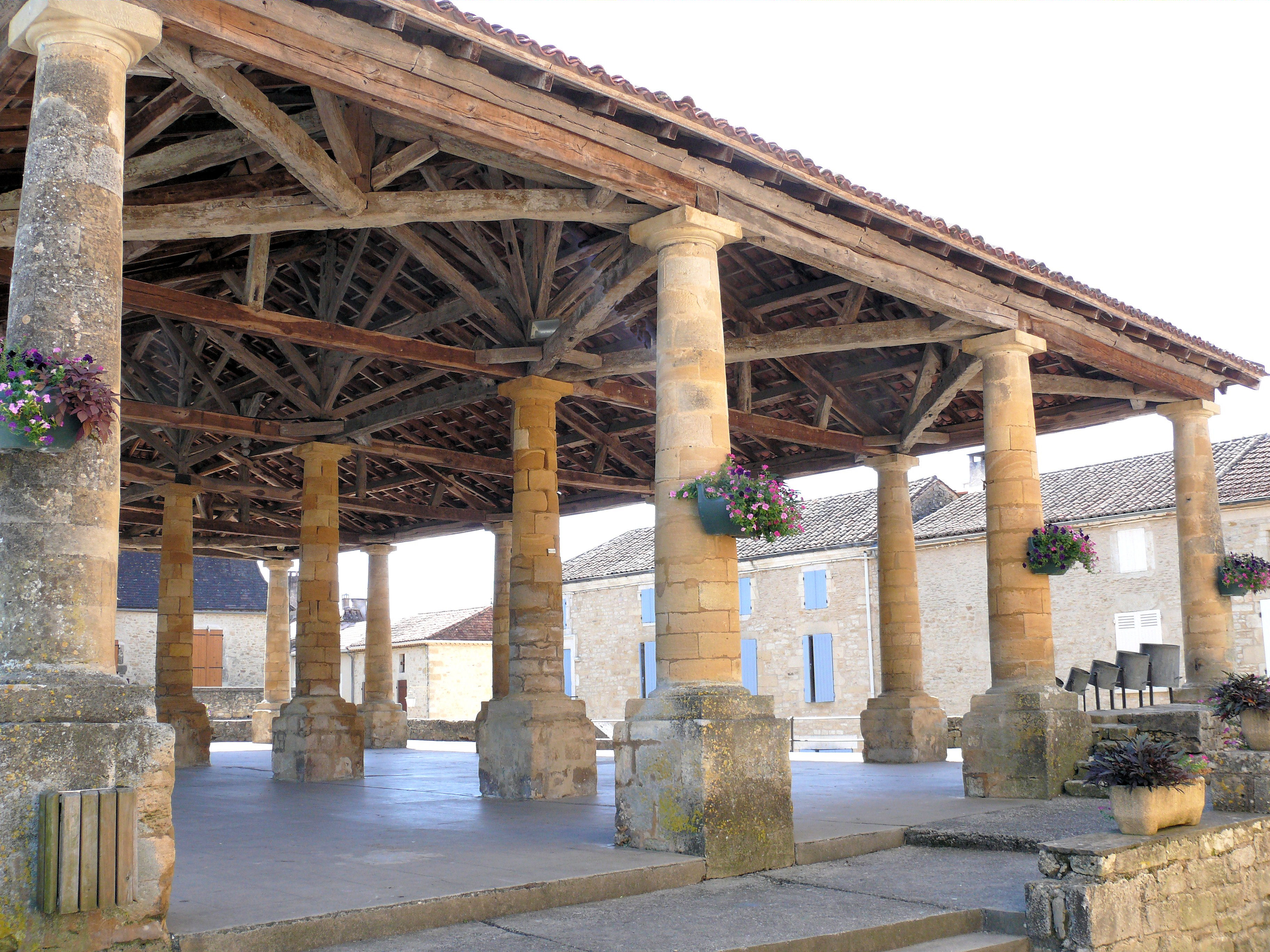
La halle.
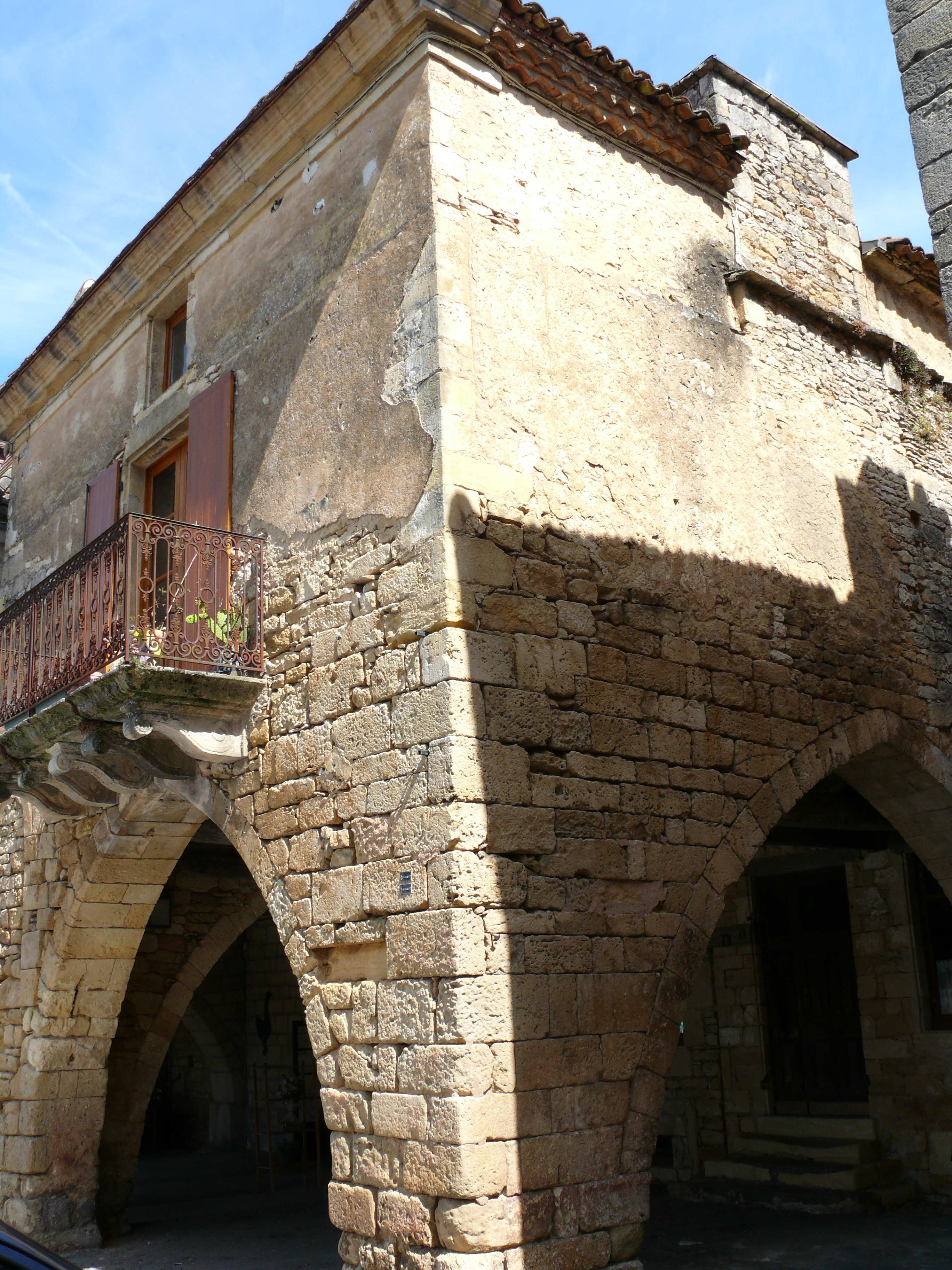
Maison sur arcades.
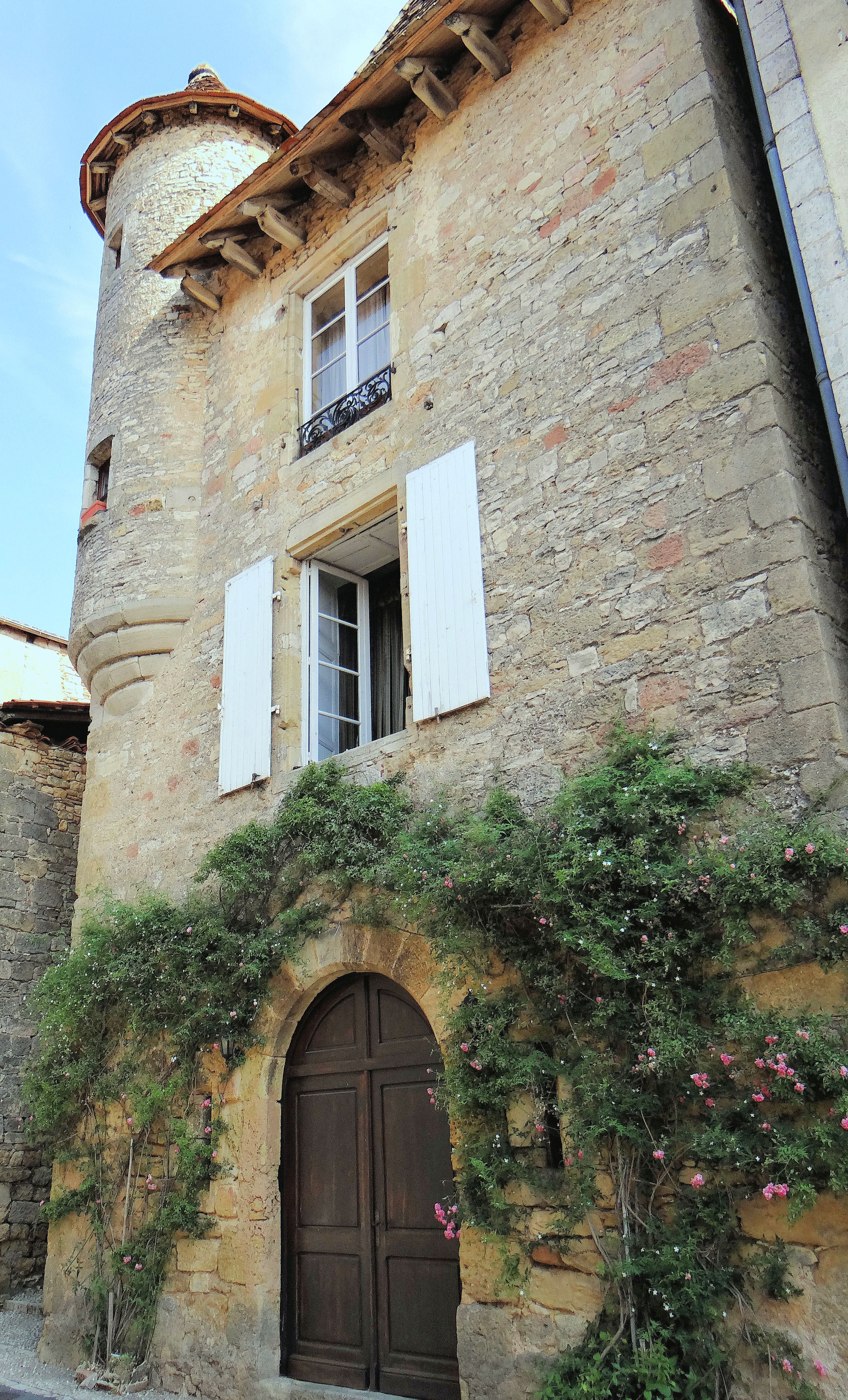
Maison du XVIe siècle.
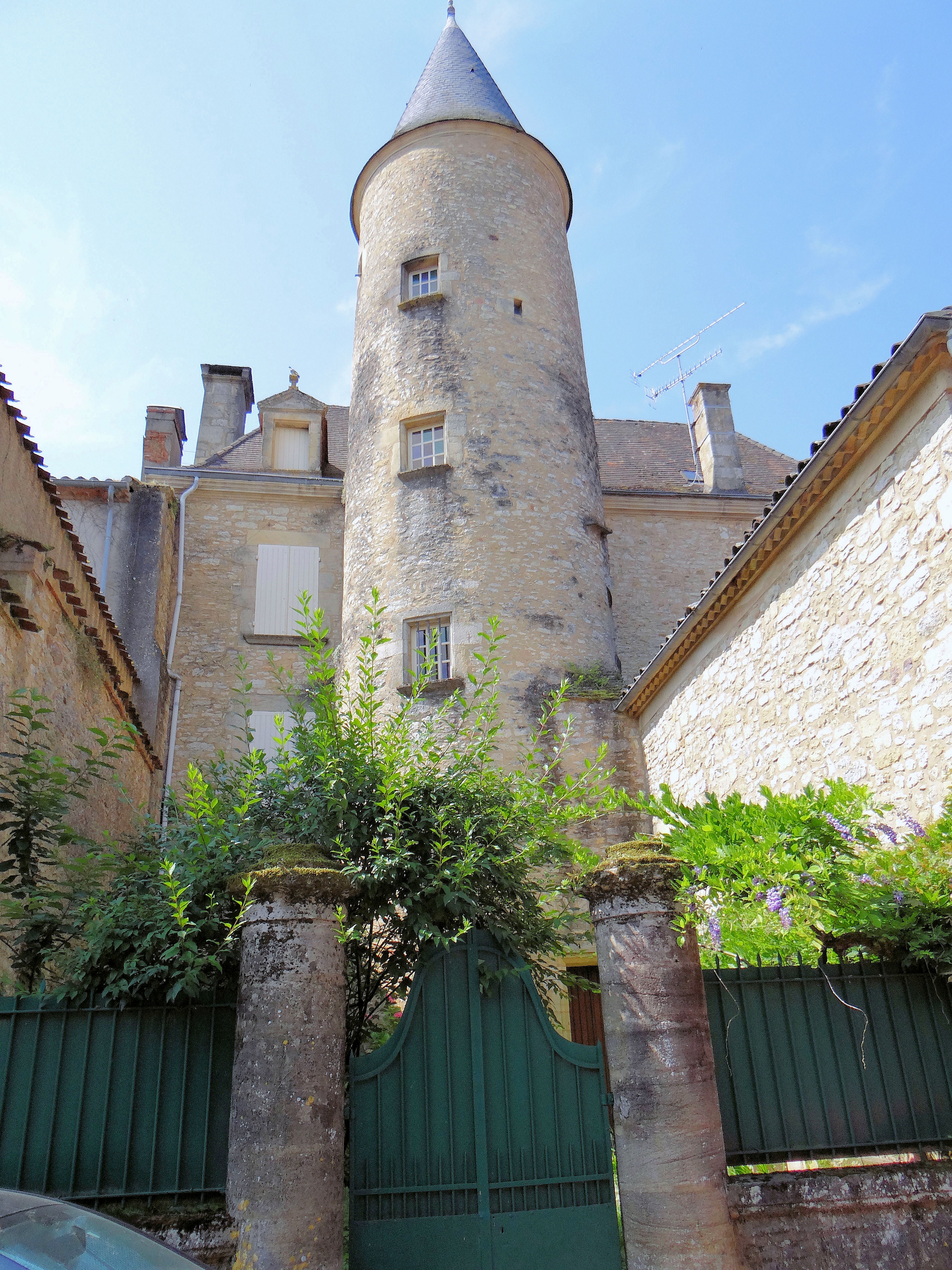
Maison du XVIe siècle.
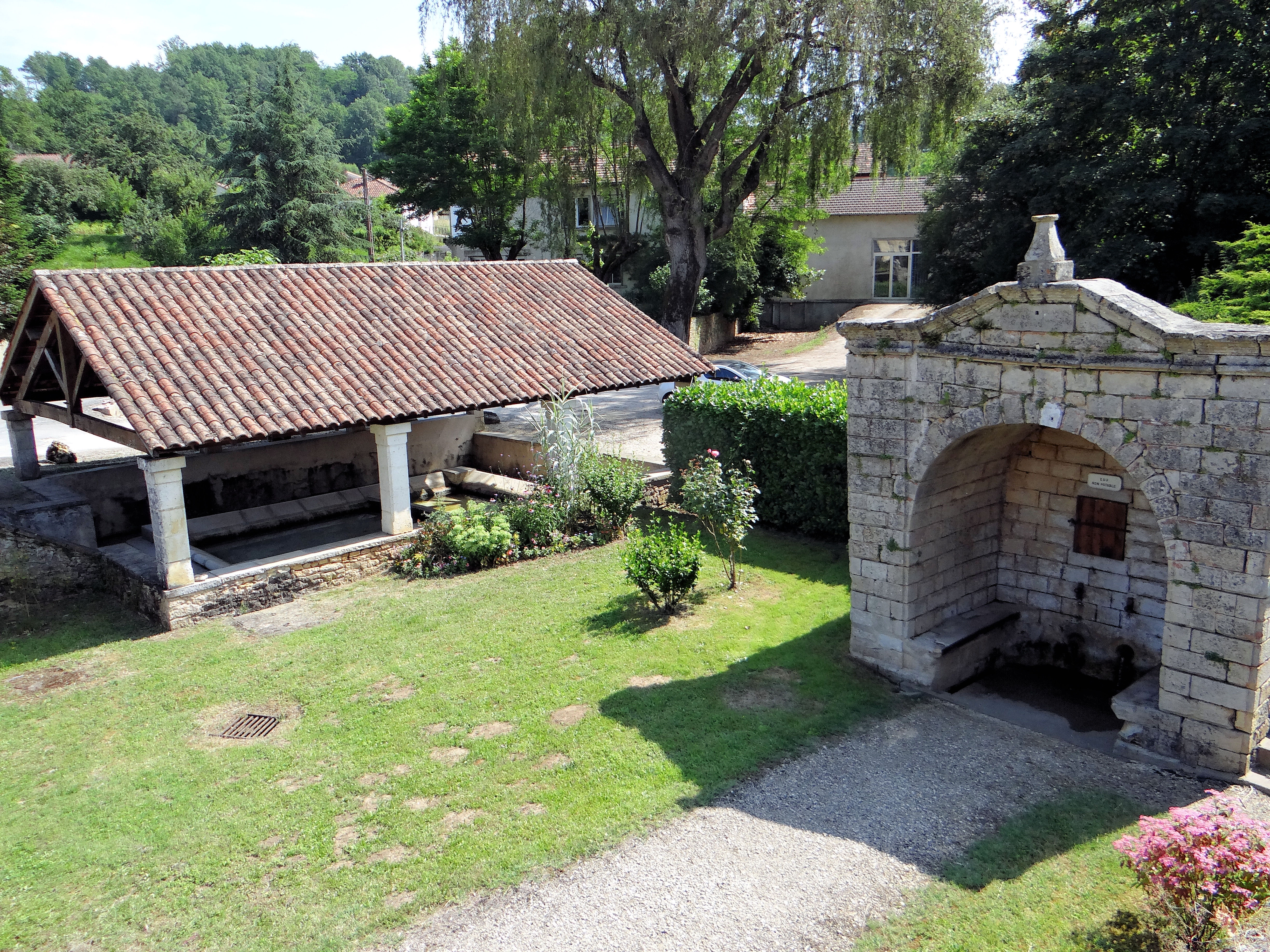
Fontaine et lavoir.
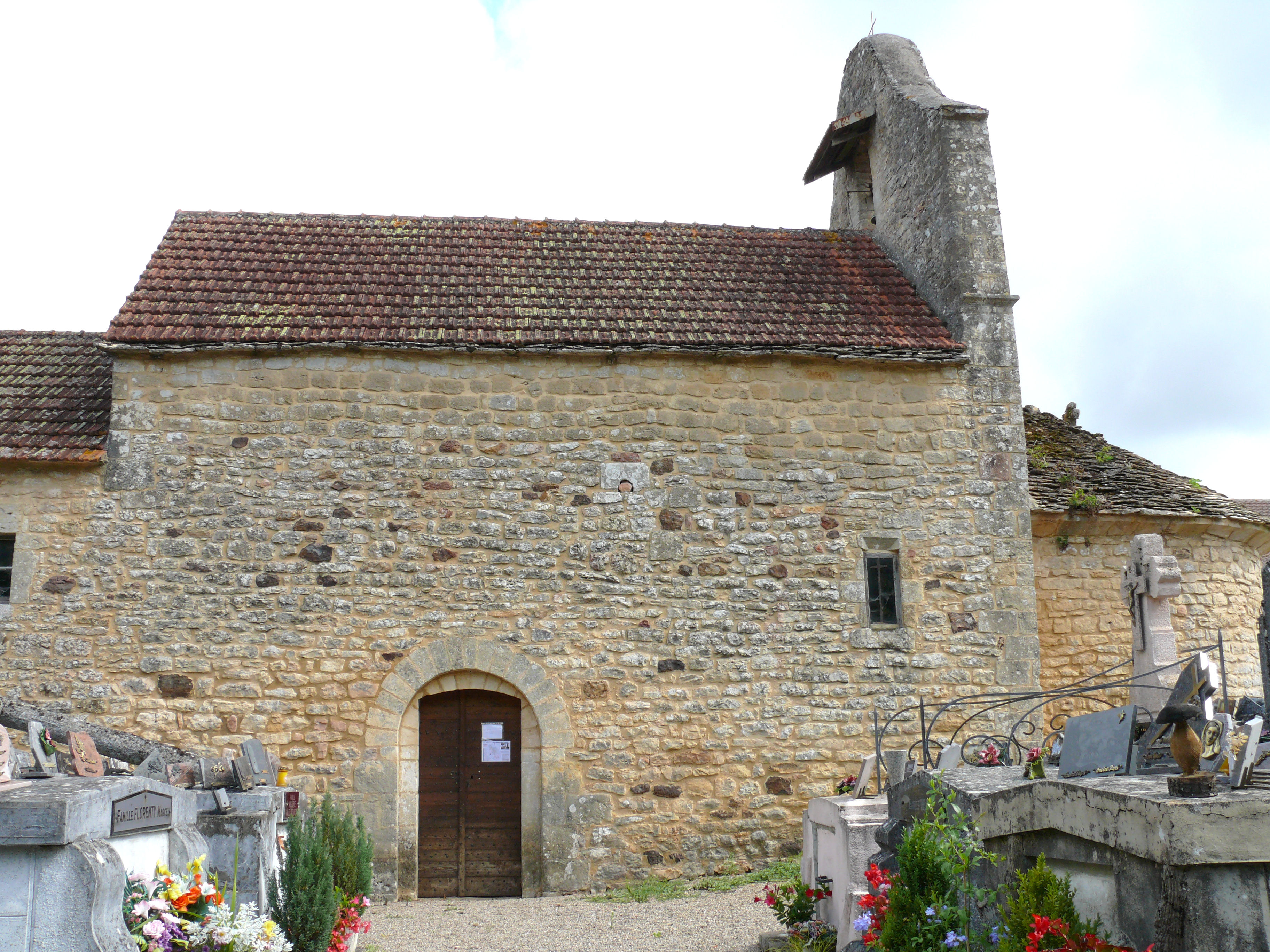
L'église Saint-Étienne à Saint-Étienne-des-Landes.

### Patrimoine urbain
Dans un premier temps, à l'intérieur de la bastide, la place du marché devient en 1971 un site inscrit sur un demi-hectare,. Ensuite, en 1986, c'est l'ensemble de la bastide qui, sur huit hectares et demi, devient inscrite,.

### Personnalités liées à la commune
Remarque : On trouve dans certaines biographies d'Aimoin de Fleury qu'il était né à Villefranche-du-Périgord. L'historien du Périgord, Pierre Lespine (1757-1831), a écrit qu'il était né à Villefranche en Périgord. Il y a deux Villefranche dans le Périgord. Il s'agit plus probablement de Villefranche-de-Lonchat, proche des origines de sa famille, mais ces deux Villefranche n'existaient pas à la date de sa naissance. De son côté, l'historien Guy Penaud, né en 1943, indique qu'Aimoin est né dans un lieu appelé Ad Francos correspondant soit à la commune de Francs, actuellement en Gironde mais faisant partie antérieurement du Périgord, soit à celle de Villefranche-de-Lonchat.
- Sully raconte dans ses mémoires qu'il faillit être tué au siège de Villefranche-du-Périgord entrepris par l'armée protestante conduite par le sieur de Lavardin, en 1577[68].

### Héraldique
| Armes de Villefranche-du-Périgord | Les armes de Villefranche-du-Périgord se blasonnent ainsi : « De gueules au lion léopardé d'or escaladant un talus de sinople sommé un bosquet du même mouvant du flanc dextre ; au chef cousu d'azur chargé de trois fleurs de lys d'or. » |

## Pour approfondir